# Rozeta (architektura)

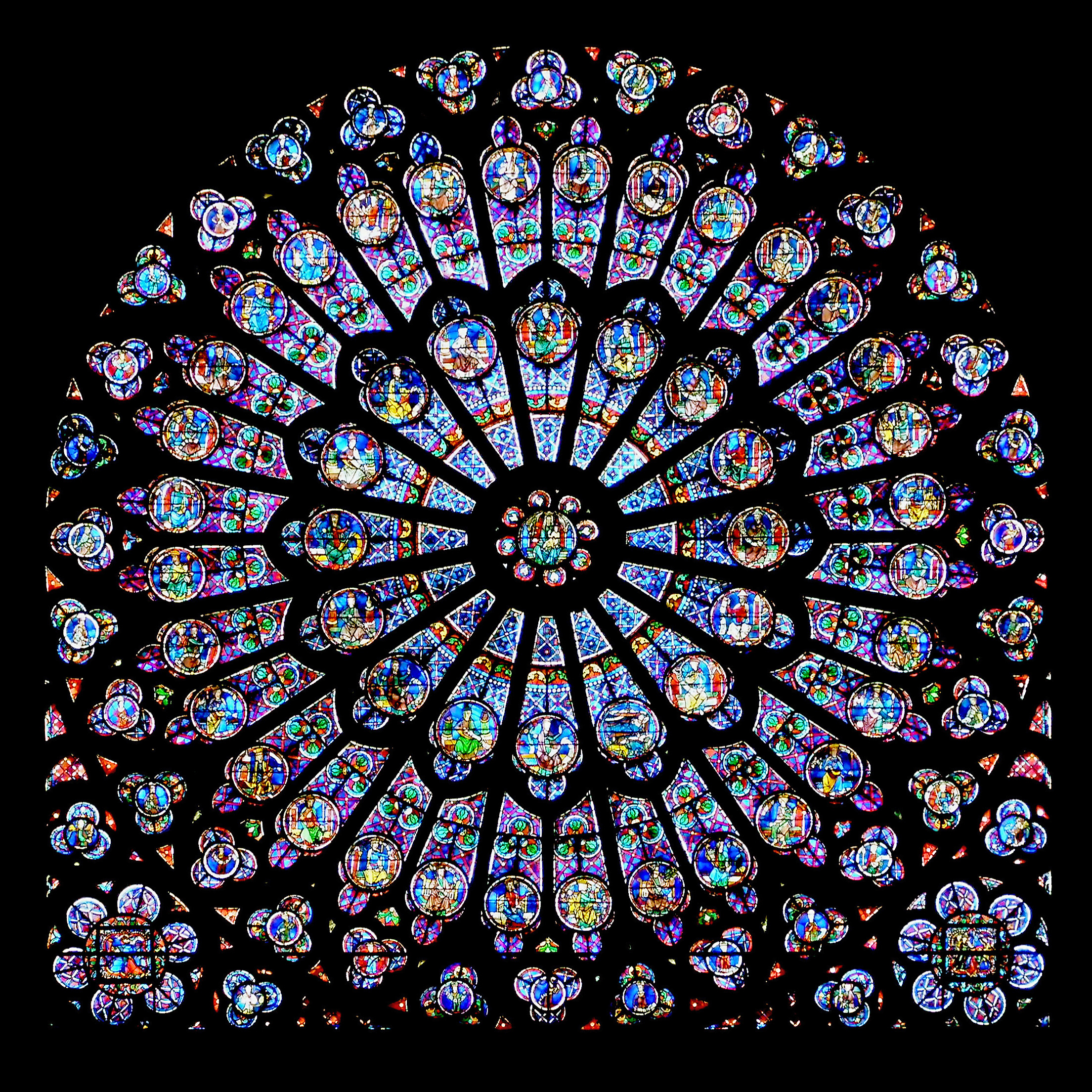
Severní rozeta katedrály Notre Dame v Paříži

Rozeta (z francouzského „la rosette“ - růžička) nebo také růžice je v architektuře označení pro kruhové okno, často velkých rozměrů, umístěné většinou nad vstupním portálem stavby nebo ve štítech příčných chrámových lodí. V Evropě je typické pro gotické kostely i pro synagogy, kde bývá vyplněna vitrážemi. Objevuje se i v období renesance či klasicismu a také v 19. století na historizujících stavbách.
Mimo evropskou kulturu se rozeta objevuje i v jiných oblastech. Rostlinné ornamenty ve formě stylizovaných květů do kruhu se vyskytovaly již v mezopotámském umění (5000 let př. n. l.), v egyptském umění Staré i Nové říše a také v asyrském a babylonském umění, jak dokládá výzdoba Ištařiny brány v berlínském Pergamonmuseum.

## Charakteristika
Architektonické ztvárnění rozety využívá mnohdy symboliku čísel a kruhu k vizuálnímu vyjádření všudypřítomnosti Boha, životního cyklu nebo věčného návratu. Tajemství rozet v gotických katedrálách není odhaleno a nejspíše souviselo s alchymií:
Rozeta sama o sobě představuje působení ohně a jeho trvání. Proto se středověcí mistři snažili vyjádřit rozetami pohyby hmoty vzbuzené živlovým ohněm, jak si lze všimnout na severním průčelí katedrály v Chartres, na rozetách v Toulu ...
Fulcanelli, Příbytky mudrců; L.Charpentier, Mysterium katedrály v Chartres, str.194

## Galerie

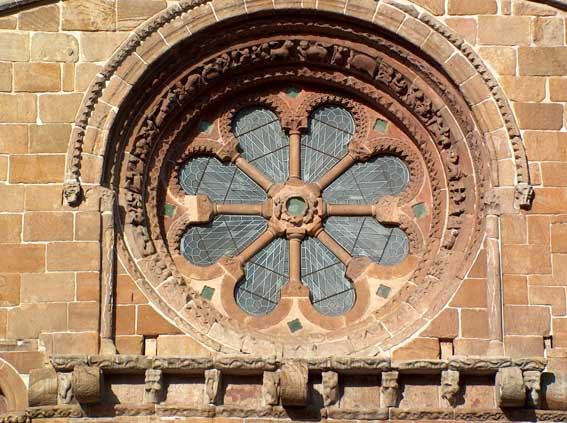
Kostel Santo Domingo (Soria, Španělsko)
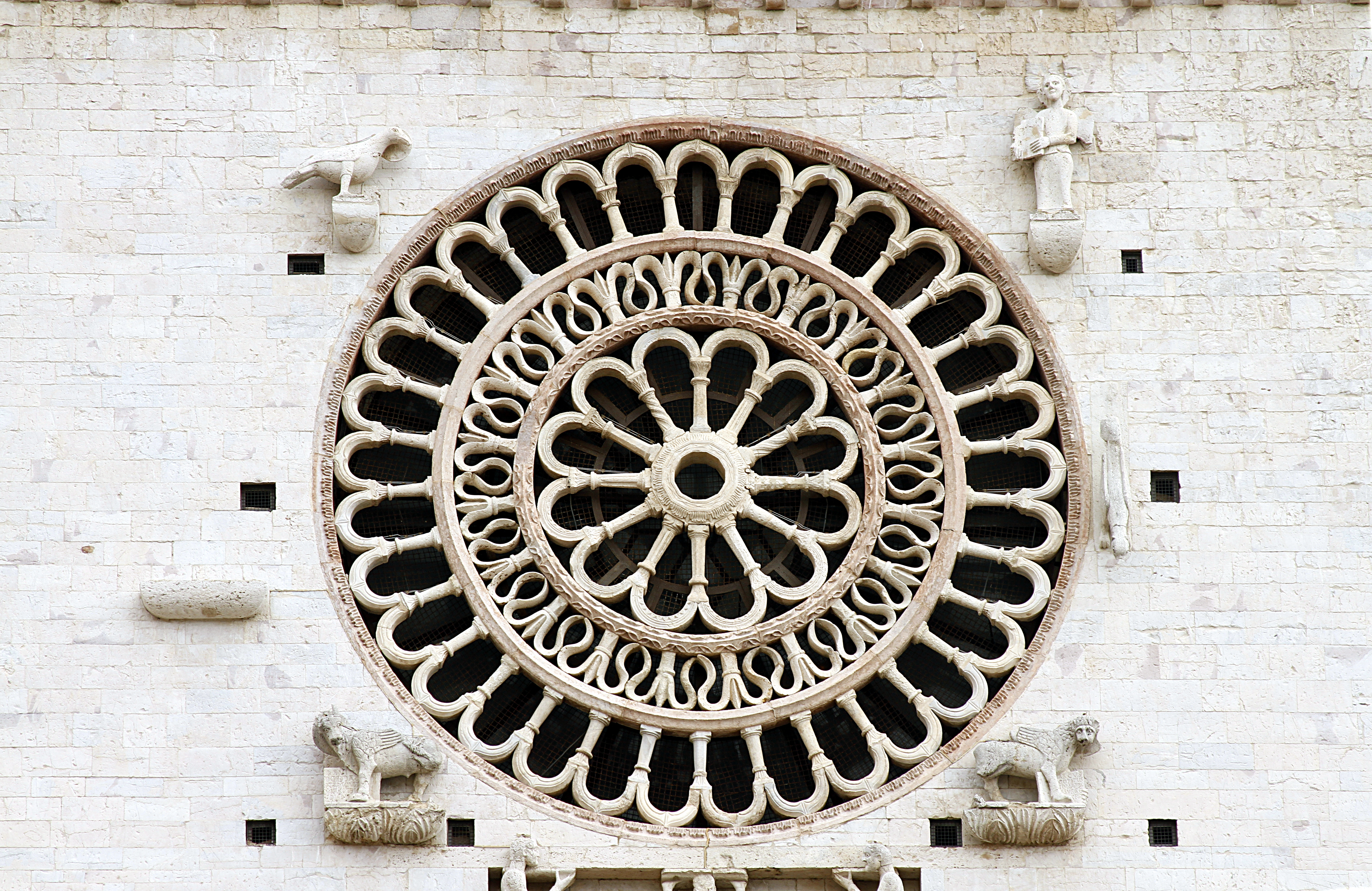
Katedrála San Rufino (Assisi, Itálie)
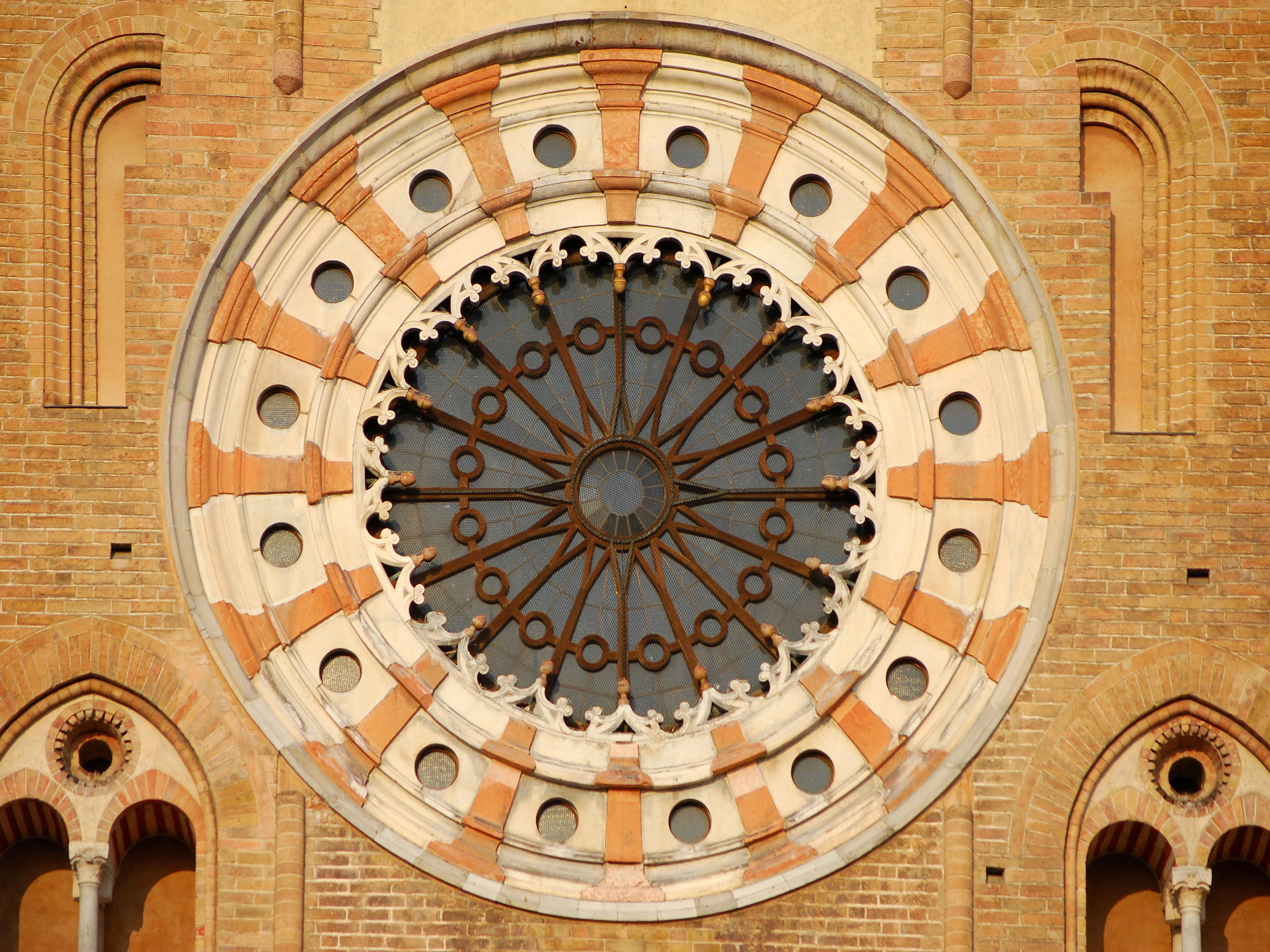
Kostel Duomo di Lodi (Lodi, Itálie)
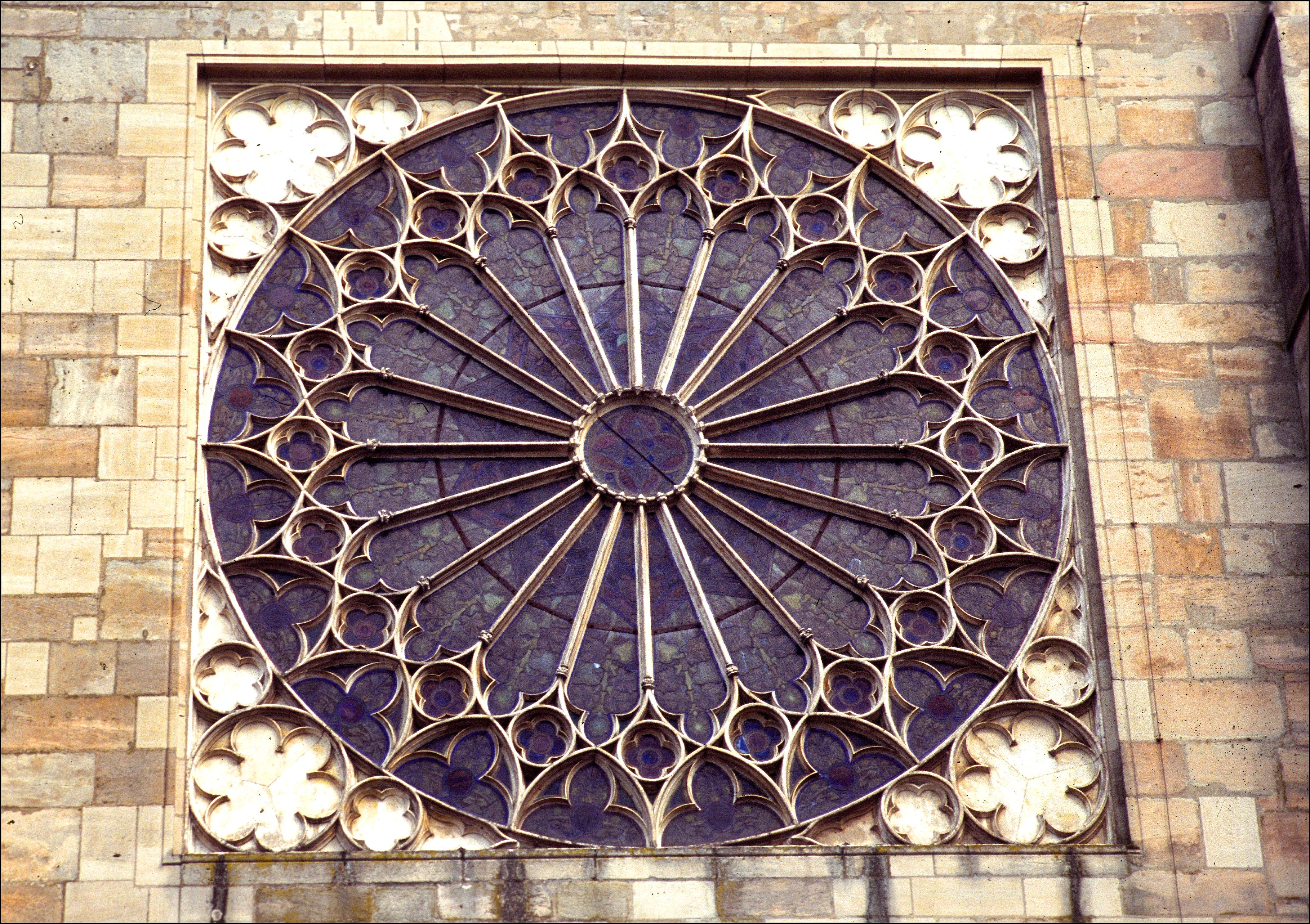
Klášter Ebrach (Bavorsko)
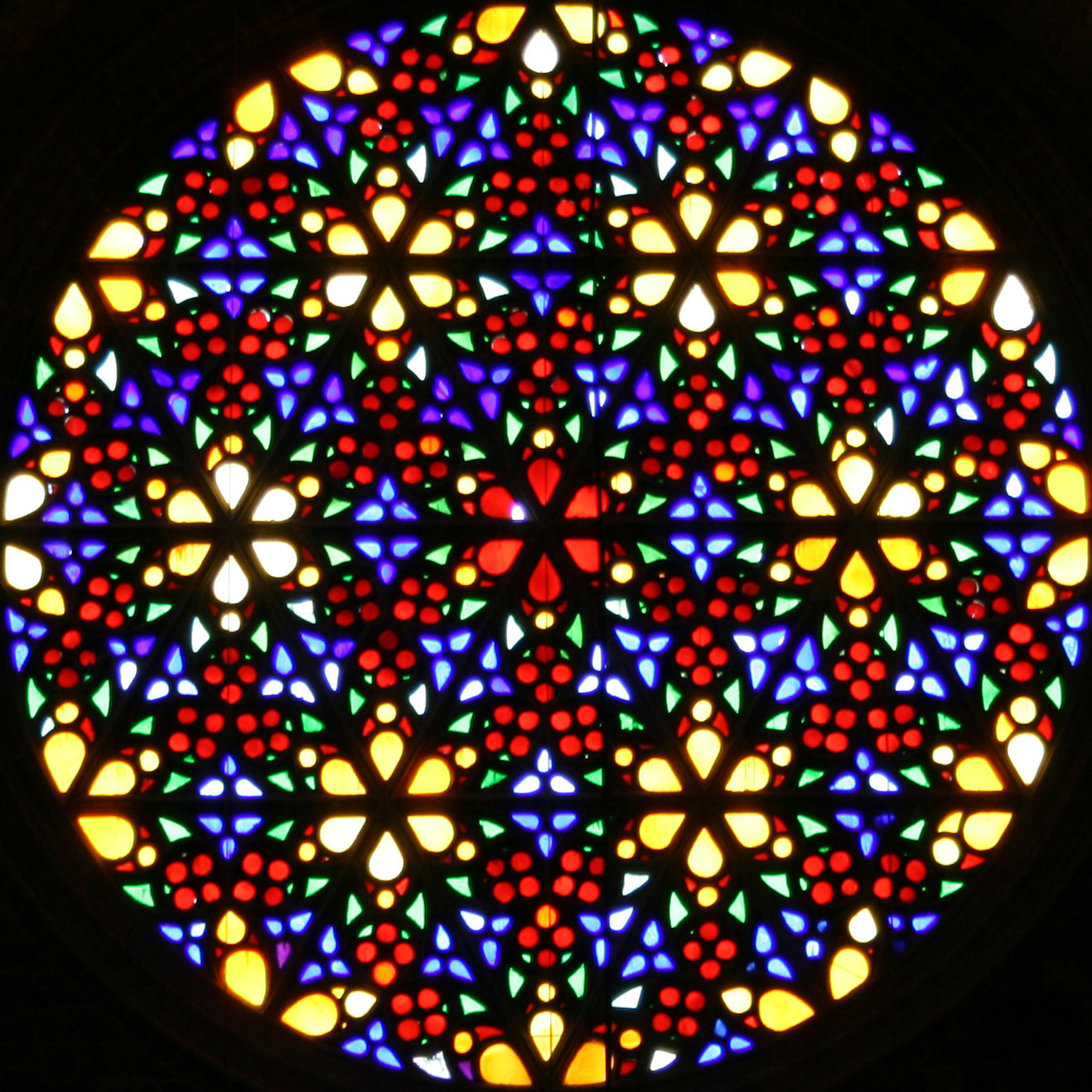
Katedrála La Seu (Palma de Mallorca)
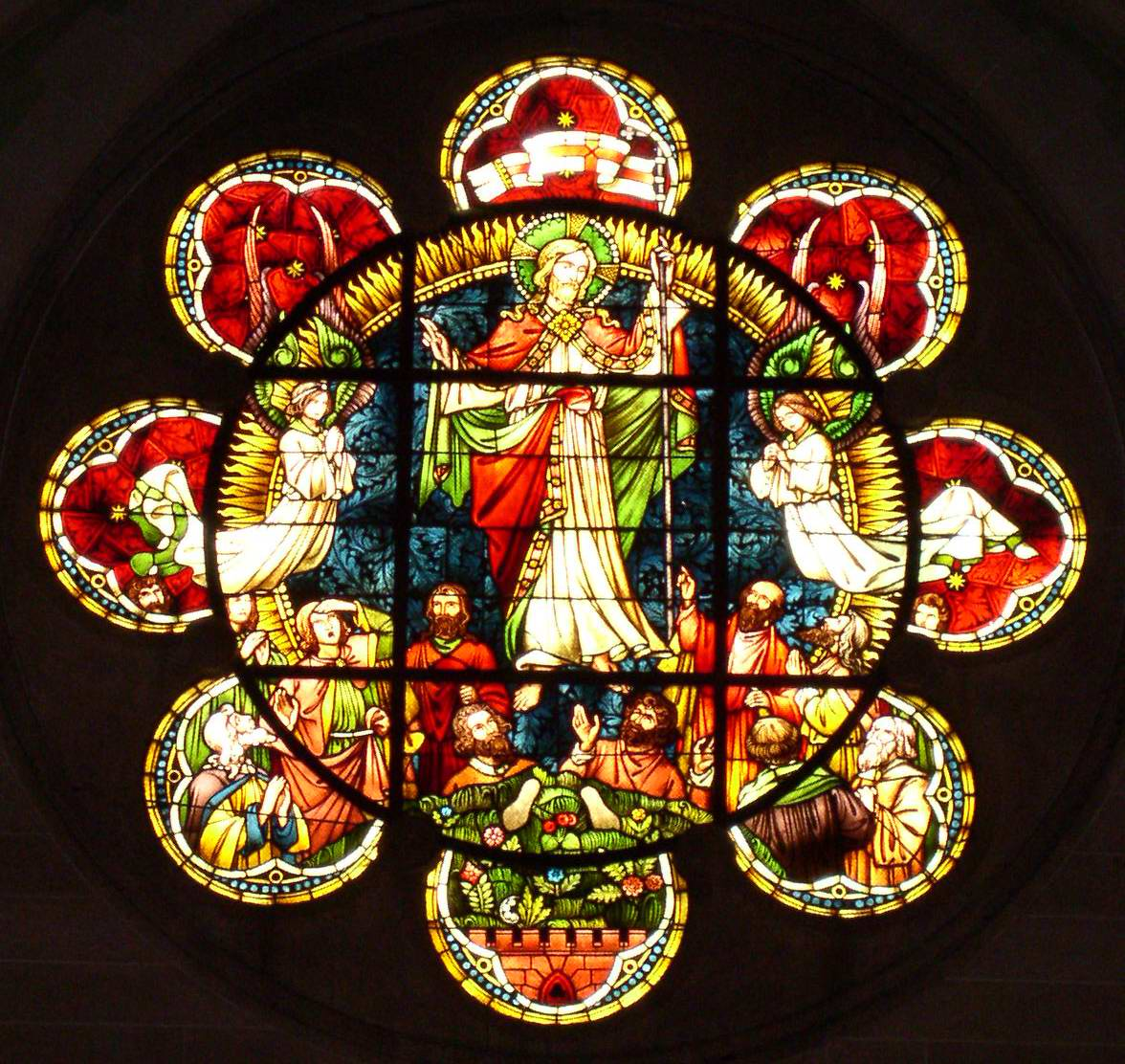
Himmelfahrtskirche Drážďany-Leuben (1901)
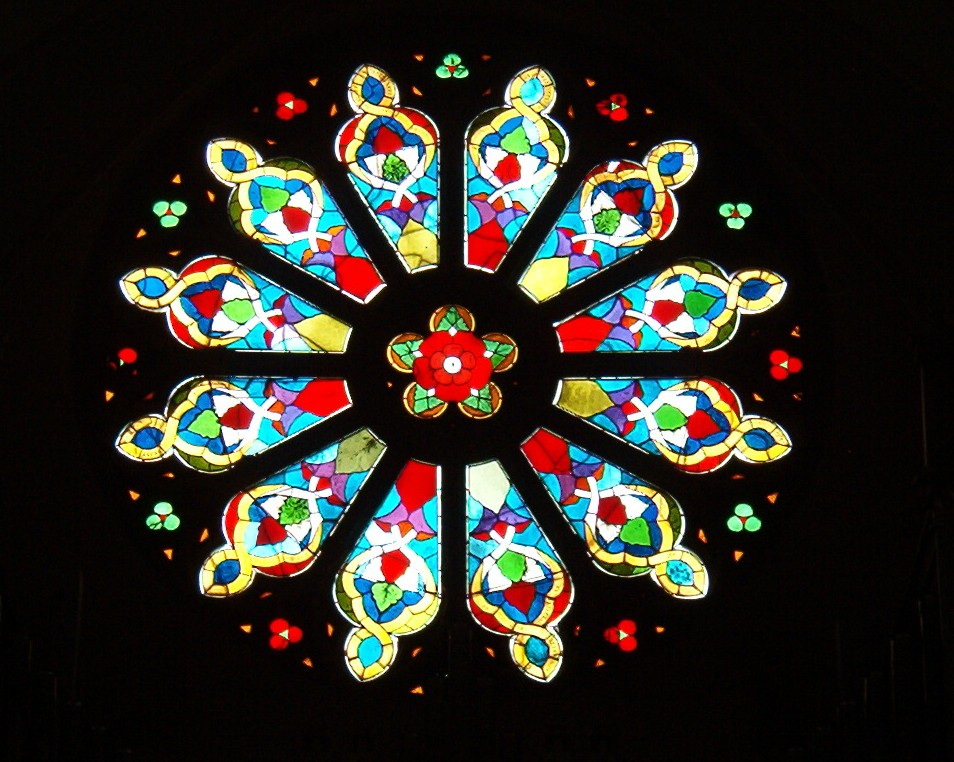
Kostel Oscar Fredrik (Göteborg, Švédsko), 1893
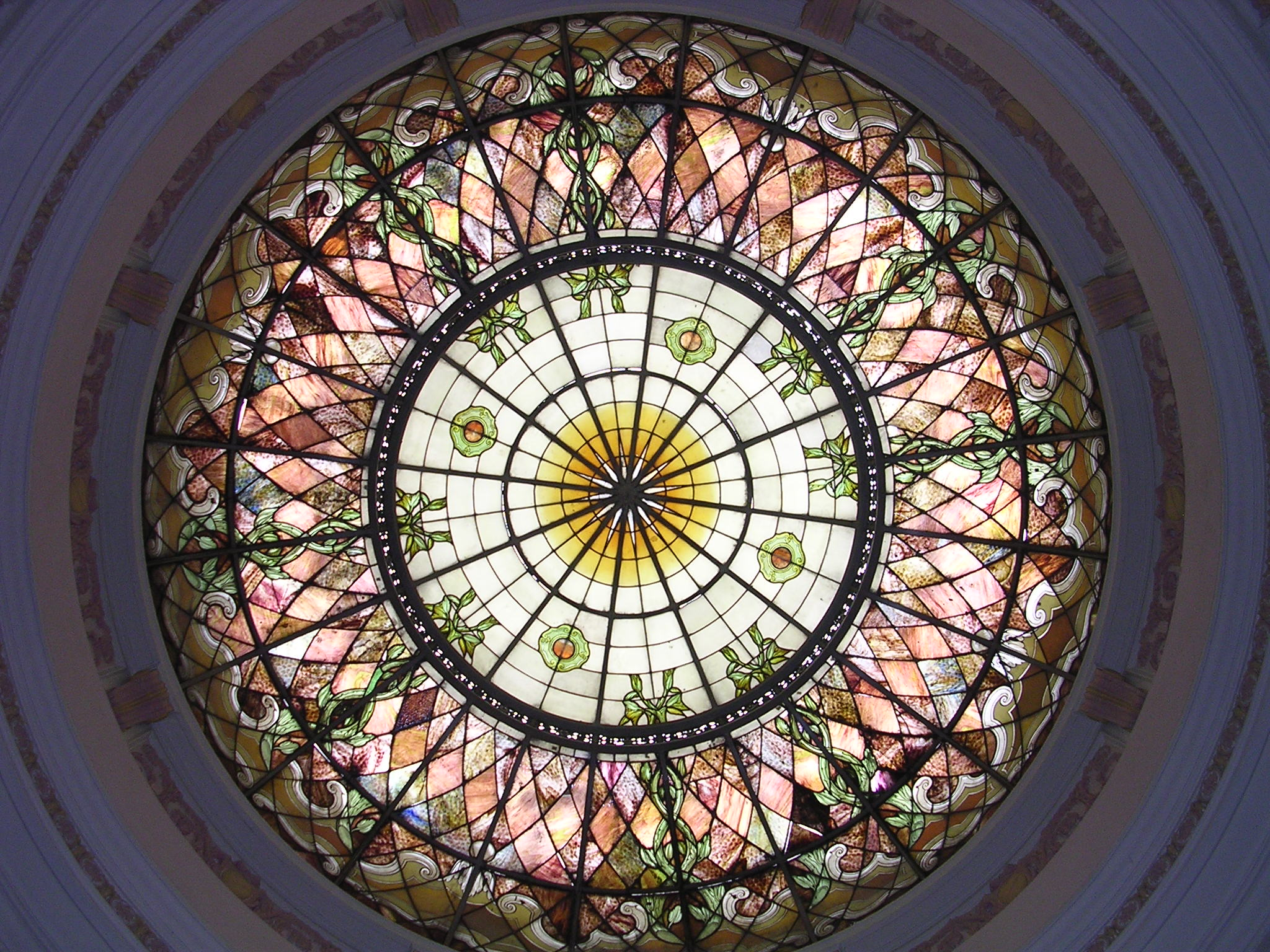
Prezidentský palác (Lima, Peru)
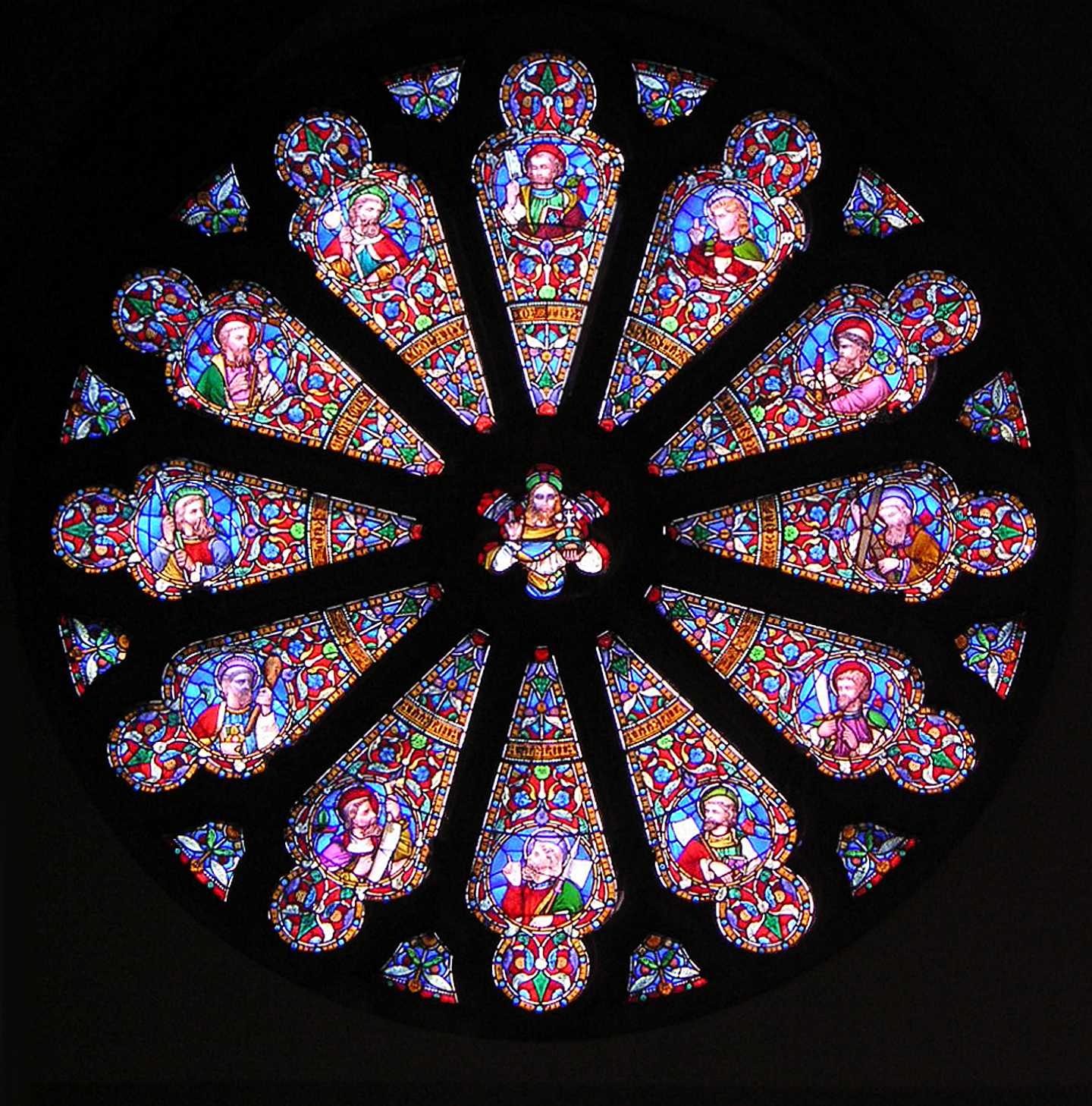
Kostel St Matthias (Richmond, Anglie)
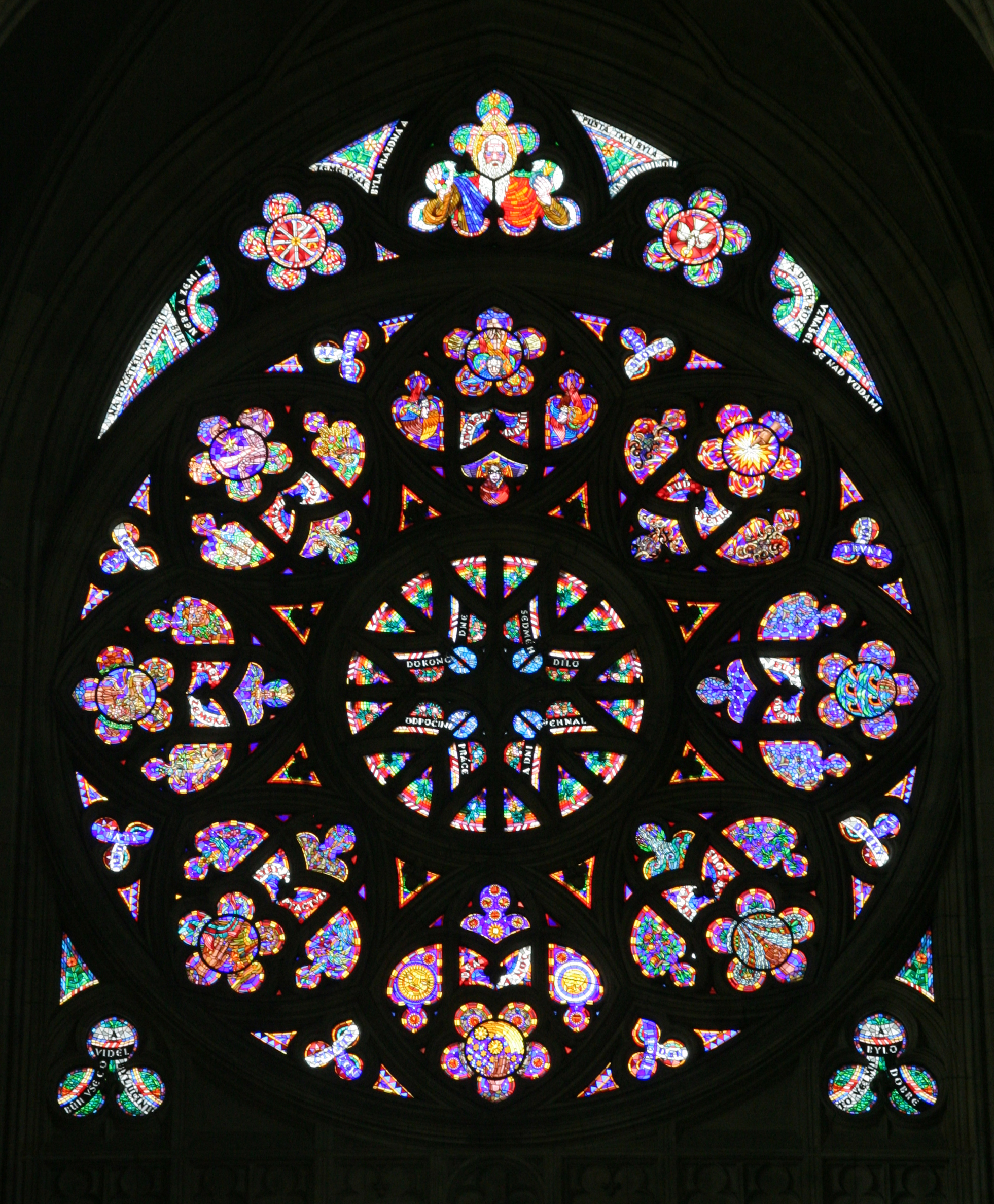
Katedrála svatého Víta (Praha, Česko)